# Sve je lako kad si mlad '77-'99
Sve je lako kad si mlad '77-'99 je box set zagrebške rock skupine Prljavo kazalište, ki je izšla leta 2001 v setu štirih zgoščenk pri založbah Suzy in CBS. Poleg kompilacije je izšla tudi biografija skupine, ki sta jo napisala Darko Glavan in Hrvoje Horvat, z naslovom »Sve je lako kad si mlad«. Tako kompilacija kot knjiga sta izšli kot najava 25. obletnice začetka delovanja skupine. Jubilej je skupina obeležila z izdajo albuma Radio Dubrava leta 2003.
Kompilacija vsebuje vse značilne skladbe skupine, vsebuje pa tudi skladbi »Televizori« in »Moj je otac bio u ratu«, ki sta izšli na istoimenskih singlih pred izdajo prvega studijskega albuma Prljavo kazalište leta 1979.

## Seznam skladb

### CD 1: '77/'80
| Seznam skladb |  |
| --- |  |
| 1. »Televizori« 2. »Moj je otac bio u ratu« 3. »Mladić u najboljim godinama« 4. »U mojoj općini problema nema« 5. »Neki dječaci (Some boys)« 6. »Veze i poznanstva« 7. »Čovjek za sutra« 8. »Subotom uveče« 9. »Što je to u ljudskom biću što ga vodi prema piću« 10. »Sretno dijete« 11. »Zagreb« 12. »Crno bijeli svijet« 13. »Nove cipele« 14. »Mi plešemo« |  |

### CD 2: '81/'85
| Seznam skladb |  |
| --- |  |
| 1. »Amerika« 2. »Široke ulice« 3. »Lupam glavom u radio« 4. »Sve gradske bitange« 5. »Heroj ulice« 6. »Sve je lako kad si mlad« 7. »Dobar vjetar u leđa« 8. »Korak od sna« 9. »Ne zovi mama doktora« 10. »Pod sretnom zvijezdom mi smo rođeni« 11. »Zlatne godine« 12. »U Noevoj barci« 13. »Ma kog' me boga za tebe pitaju« |  |

### CD 3: '86/'91
| Seznam skladb |  |
| --- |  |
| 1. »Zaustavite Zemlju« 2. »Marina« 3. »Prisluškuju nas susjedi« 4. »Slaži mi« 5. »Mojoj majci« 6. »Devedeseta« 7. »Pisma ljubavna« 8. »Oprostio mi bog, mogla bi i ti« 9. »Strah od letenja« 10. »Iz nekih starih razloga« 11. »Bonus« 12. »Zbogom dame, zbogom prijatelji« |  |

### CD 4: '92/'99
| Seznam skladb |  |
| --- |  |
| 1. »Lupi petama...« 2. »Pet dana ratujem« 3. »Kao ja da poludiš« 4. »Kise jesenje« 5. »Heroj ulice« 6. »Ptico malena« 7. »Tu noć kad si se udavala« 8. »Dođi sada Gospode« 9. »S vremena na vrijeme« 10. »Brane srušit' ću sve« 11. »Ako tražiš nekoga« |  |